# Baranavitchy
Cet article possède un paronyme, voir Baranowice.
Baranavitchy (en biélorusse : Баранавічы, en łacinka : Baranavičy) ou Baranovitchi (en russe : Барановичи) est une ville de la voblast de Brest, en Biélorussie, et le centre administratif du raïon de Baranavitchy. Sa population s'élevait à 179 000 habitants en 2019.

## Géographie
Baranavitchy est située à 192 km au nord-est de Brest et à 136 km au sud-ouest de Minsk.

## Histoire
La fondation de la ville est liée à la mise en service de la voie ferrée Moscou–Brest, en novembre 1871, lorsque est ouverte la nouvelle gare de Baranavitchy, qui reçoit le nom d'un village de l'ouïezd de Navahroudak. À partir de décembre 1884, une section de la ligne Vilno – Louninets – Pinsk entre en service.
Une nouvelle agglomération se développe alors dans la zone des villages de Svetilovitchi, Girovo et Kolpenitsa. En 1886, avec la mise en service d'une ligne en direction de Białystok, une nouvelle gare est ouverte à Baranovitchi-Polesskiye. En 1890, les villages sont réunis en un seul : Baranavitchy. Il accède au statut de ville en 1919. La ville est rattachée à la Pologne de 1921 à 1939.
Après la signature du Pacte germano-soviétique, la ville de Baranavitchy est envahie par l'Armée rouge, puis annexée par l'Union soviétique et rattachée à la république socialiste soviétique de Biélorussie, devenant un centre de raïon. Lors de l'opération Barbarossa, la localité est prise par la Wehrmacht le 25 juin 1941. La population comprend alors environ neuf mille Juifs, qui avaient été rejoints par environ trois mille autres, réfugiés de diverses autres régions de Pologne occupées par l'Allemagne. En août de la même année, un ghetto y est créé, dans lequel plus de douze mille personnes doivent s'entasser dans des conditions effroyables. Entre le 4 mars et le 14 décembre 1942, toute la population juive du ghetto de Baranavitchy est déportée vers plusieurs camps de concentration allemands et presque totalement tuée dans les chambres à gaz : seuls deux cent cinquante Juifs survivent à la guerre. L'Armée rouge entre à nouveau dans la ville en juillet 1944.
En 1954, Baranavitchy est rattachée à l'oblast de Brest. Elle devint le centre du raïon de Novomych, puis, à partir de 1957, le centre de celui de Baranavitchy.
Une base aérienne y est implantée.

## Population
Recensements (*) ou estimations de la population :
| 1926*  | 1939*  | 1959*  | 1970*   | 1979*   | 1989*   | 1999*   | 2009*   |
| ------ | ------ | ------ | ------- | ------- | ------- | ------- | ------- |
| 11 500 | 27 000 | 58 064 | 101 472 | 131 087 | 158 351 | 167 419 | 168 240 |

| 2012    | 2013    | 2014    | 2015    | 2016    | 2017    | 2018    | 2019    |
| ------- | ------- | ------- | ------- | ------- | ------- | ------- | ------- |
| 169 841 | 170 685 | 177 177 | 178 889 | 179 122 | 179 439 | 179 166 | 179 000 |

## Sport
- Club de hockey sur glace HK Aviatar Baranavitchy.

## Personnalités
Nés à Baranavitchy :
- Camilla Krouchelnitskaïa (1892-1937), dissidente catholique
- Krystyna Krahelska (1914-1944), guide, poétesse et chanteuse
- Mordechai Limon (1924-2009), amiral israélien
- Valéria Novodvorskaïa (1950- 2014), femme politique russe
- Yuriy Chervanyov (1958-), athlète biélorusse
- Mariya Shcherba (1985-), athlète biélorusse
- Maja Berezowska (1893-1978), peintre, illustratrice et scénographe
- Elchonon Wasserman

## Jumelage
La ville est jumelée à :
- Heinola (Finlande)
- Stockerau (Autriche)
- Gdynia (Pologne)
- Ferrare (Italie)
- Karlovo (Bulgarie)
- Biała Podlaska (Pologne)
- Kinechma (Russie)
- Mytichtchi (Russie)
- Novovolynsk (Ukraine)
- Jelgava (Lettonie)
- Jodzina (Biélorussie)
- Poltava (Ukraine)
- Ieïsk (Russie)
- Nacka (Suède)